# Pantera disco
Pantera disco – czwarty singel polskiego piosenkarza Rubensa z jego debiutanckiego solowego albumu studyjnego, zatytułowanego Piosenki, których nikt nie chciał. Singel został wydany 16 czerwca 2023.

## Geneza utworu i historia wydania
Piosenka została napisana i skomponowana przez Piotra Rubika, który również odpowiadał za produkcję utworu.
Singel ukazał się w formacie digital download 16 czerwca 2023 w Polsce za pośrednictwem wytwórni płytowej Sony Music Entertainment Poland. Piosenka została umieszczona na debiutanckim solowym albumie studyjnym Rubensa – Piosenki, których nikt nie chciał.
W sierpniu 2024 za wykonanie singla na festiwalu Top of the Top w Sopocie utwór otrzymał nominację do nagrody Bursztynowego Słowika

## Teledysk
Do utworu powstał teledysk w reżyserii Piotra Klubickiego i Adama Duraja, który udostępniono w dniu premiery singla za pośrednictwem serwisu YouTube.

## Lista utworów
- Digital download[2]

1. „Pantera disco” – 3:35

## Wyróżnienia
| Rok  | Konkurs                            | Kategoria          | Rezultat  | Źr. |
| ---- | ---------------------------------- | ------------------ | --------- | --- |
| 2024 | Top of the Top Sopot Festival 2024 | Bursztynowy Słowik | Nominacja | .   |